# Järnbogöl
Järnbogöl är en sjö i Alvesta kommun i Småland och ingår i Mörrumsåns huvudavrinningsområde.